# 悠木ゆうか
悠木 ゆうか（ゆうき ゆうか、1992年6月6日 - ）は、日本の女優、タレント。大阪府出身。マグニファイエンタテインメント所属。バラエティ番組などを中心に活動中。

## 人物
趣味は宝塚歌劇、舞台観劇、泳ぐこと、ジャズヒップホップダンス。

## 出演

### テレビ・ネット番組
- 「坊主麻雀」（2017年4月30日、AbemaTV）アシスタント
- 「360°まる見え！VRアイドル水泳大会」(2017年4月25日、フジテレビ)[1]
- アイドルぷるるんトラベラー（サンテレビ）
- 邪道だらけの夜の大運動会2018（AbemaTV AbemaSPECIAL2、2018年4月30日 - 5月1日）
- モヤさまネット・オリコンツ ムチムチVSしこしこ 炎の軍団対抗戦（2018年4月22日、Paravi）

### 舞台
- TOKYO ZOOMⅡ（劇団空間エンジン、2011年6～7月） - 由香役（B組）
- ハナノサクコロ ～英国大使館の庭～（銀座博品館劇場、2013年4月） - メイドの優子役
- 舞台版まいっちんぐマチコ先生～令和元年スタート!YOU タチニツグ!シン・ニホンジンハダレダ！の巻～（2019年5月2日 - 6日、ブディストホール） - 長崎まどか役
- ビックリマン ザ☆ステージ（2019年12月24日 - 29日、六行会ホール） - 天野明子 役

### 映画
- 赤い糸 - クラスメイト役

### CM
- すこやか工房 マカDX

## 作品

### DVD
- Aircon House（エアーコントロール、2019年5月25日）

### 写真集
- 原寸大おっぱい図鑑（2017年8月2日、写真:須崎祐次、一迅社）[2] - Gカップ代表

### その他
- GOOD BYE MY SCHOOL DAYS（DREAMS COME TRUE、2009年） - PV出演